# Fokker 70
Fokker 70 – holenderski dwusilnikowy odrzutowy samolot pasażerski regionalnego zasięgu, skonstruowany w biurze konstrukcyjnym Fokkera. Jego pierwszy lot odbył się 4 kwietnia 1993 roku.

## Historia

### Geneza
Holenderska wytwórnia lotnicza mogła się pochwalić bardzo udanymi samolotami pasażerskimi krótkiego i średniego zasięgu Fokker F27 i Fokker F28. Obydwa samoloty odniosły sukces komercyjny, który ugruntował pozycję Fokkera jako znaczącego producenta samolotów regionalnych. Tym niemniej oblatany w 1955 roku, turbośmigłowy F27 i w 1967 roku odrzutowy F28, do lat 80. XX wieku nie znalazły swoich następców. Potrzeba ich znalezienia była tym bardziej paląca, iż na rynek samolotów komunikacji regionalnej zaczynali wchodzić nowi producenci. W 1983 roku Fokker przedstawił plano wprowadzenia dwóch nowych modeli mających podtrzymać i wzmocnić opinię na temat holenderskiego wytwórcy, jako producenta innowacyjnych, niezawodnych i popularnych modeli samolotów. Nowe maszyny oznaczone jako Fokker 50 i Fokker 100, miały bazować na wcześniejszych konstrukcjach odpowiednio F27 i F28. Największym z samolotów pasażerskich wyprodukowanych dotychczas przez Fokkera został model 100. W dniu jego oblotu w listopadzie 1986 roku, wytwórnia dysponowała zamówieniami na 85 samolotów z opcją na kolejne 91 sztuk. Wersją pochodną Fokkera 100 był mniejszy model Fokker 70. Z liczbą miejsc na poziomie 70 - 85 pasażerów, miał wypełnić lukę pomiędzy mniejszymi samolotami Fokker 50 i ATR 42 a większymi Boeing 737 i McDonnell Douglas MD–80.

### Projekt

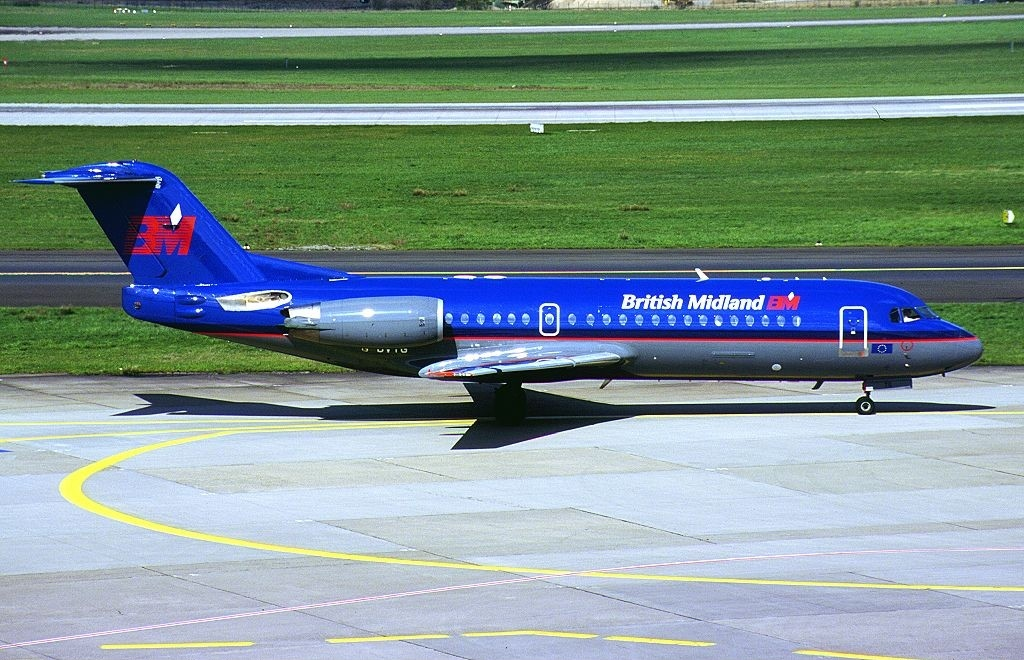
Fokker 70 należący do brytyjskich linii British Midland Airways

Nowy projekt uruchomiono w październiku 1992 roku, chociaż oficjalne zezwolenie na jego rozpoczęcie otrzymano dopiero w kolejnym miesiącu, listopadzie. Fokker zakładał, iż zapotrzebowanie rynku na nową konstrukcje w okresie kolejnych dwóch dekad, będzie kształtowało się na poziomie 2150 samolotów. Była to liczba na tyle duża, że warta rozpoczęcia nowego projektu. Z drugiej strony, dysponując już wersją Fokker 100, wytwórnia była w stanie szybko opracować nową wersję w oparciu o przebadany już model, zyskując tym samym na czasie i redukując koszty opracowania nowej konstrukcji. Podstawową zmianą w porównaniu do większego Fokkera 100, było skrócenie kadłuba o 4,62 m. Dokonano tego usuwając sekcję kadłuba przed i za skrzydłami. Usunięto również jedną parę wyjść ewakuacyjnych na skrzydle, jedne drzwi przedniej ładowni oraz przesunięto właz luku awionicznego. Standardowo przednie drzwi, wraz z integrowanymi z nimi schodami otwierały się do dołu, na życzenie, Fokker montował drzwi otwierane na bok. Bez zmian pozostawiono skrzydła, wzmacniając jednak ich strukturę i napęd. Wzmocniono również ogon samolotu oraz zmodernizowano podwozie samolotu. Ten same co użyte w wersji 100 silniki Rolls-Royce Tay Mk.650-15 pozwoliły na uniknięcie kosztownych prac związanych z integracją nowych jednostek napędowych. Ta sama co w wersji 100 była również pomocnicza jednostka zasilająca AlliedSignal Garrett GTCP 36–150 RR. Załoga pokładowa dysponowała pojedynczą kuchnią a pasażerowie pojedynczą toaletą. Standardowo kabina pasażerska była w układzie dwurzędowym, po trzy fotele w jednym rzędzie i dwa w drugim. Podstawowy wariant dysponował awioniką ARINC 700. Piloci mieli do dyspozycji kabinę w systemie EFIS (Electronic Flight Instrument System) firmy Collins, w której informacje o parametrach lotu, działaniu systemów awioniki prezentowane były na wyświetlaczach. Opcją na życzenie klienta był podwójny Flight Management System firmy Honeywell. W skład wyposażenia wszedł automat ciągu, system automatycznej kontroli powierzchni sterowych, amortyzator odchylenia. Radar pogodowy firmy Collins umieszczony w dziobie samolotu, potencjalnie na życzenie klienta producent instalował radar firmy Bendix. Zamawiający mógł wybrać model, w którym awionika była w pełni tożsama z systemami zastosowanymi w większym Fokkerze 100. Było to o tyle istotne dla użytkowników posiadających wersję 100 lub starsze model, iż znacznie redukowała koszty przeszkolenia na nową wersję. Uboższa wersja wyposażenia, dedykowana była realizacji krótkich połączeń regionalnych. Wprowadzono cyfrowy system sprzężony z hydraulicznym wolantem, ostrzegający pilota o możliwym przeciągnięciu. Na tym samym polu działał układ, automatycznie zwiększający ciąg silników, jeśli prędkość samolotu spadała do wartości 5 węzłów ponad prędkość przeciągnięcia. Informacje o potencjalnych błędach załogi, dostarczał ujednolicony, centralny układ. Zmodernizowano system kontroli położenia stery wysokości. Hydrauliczny napęd powierzchni sterowych mógł być zastąpiony przez alternatywny, elektryczny napęd klap i steru wysokości.

## Eksploatacja

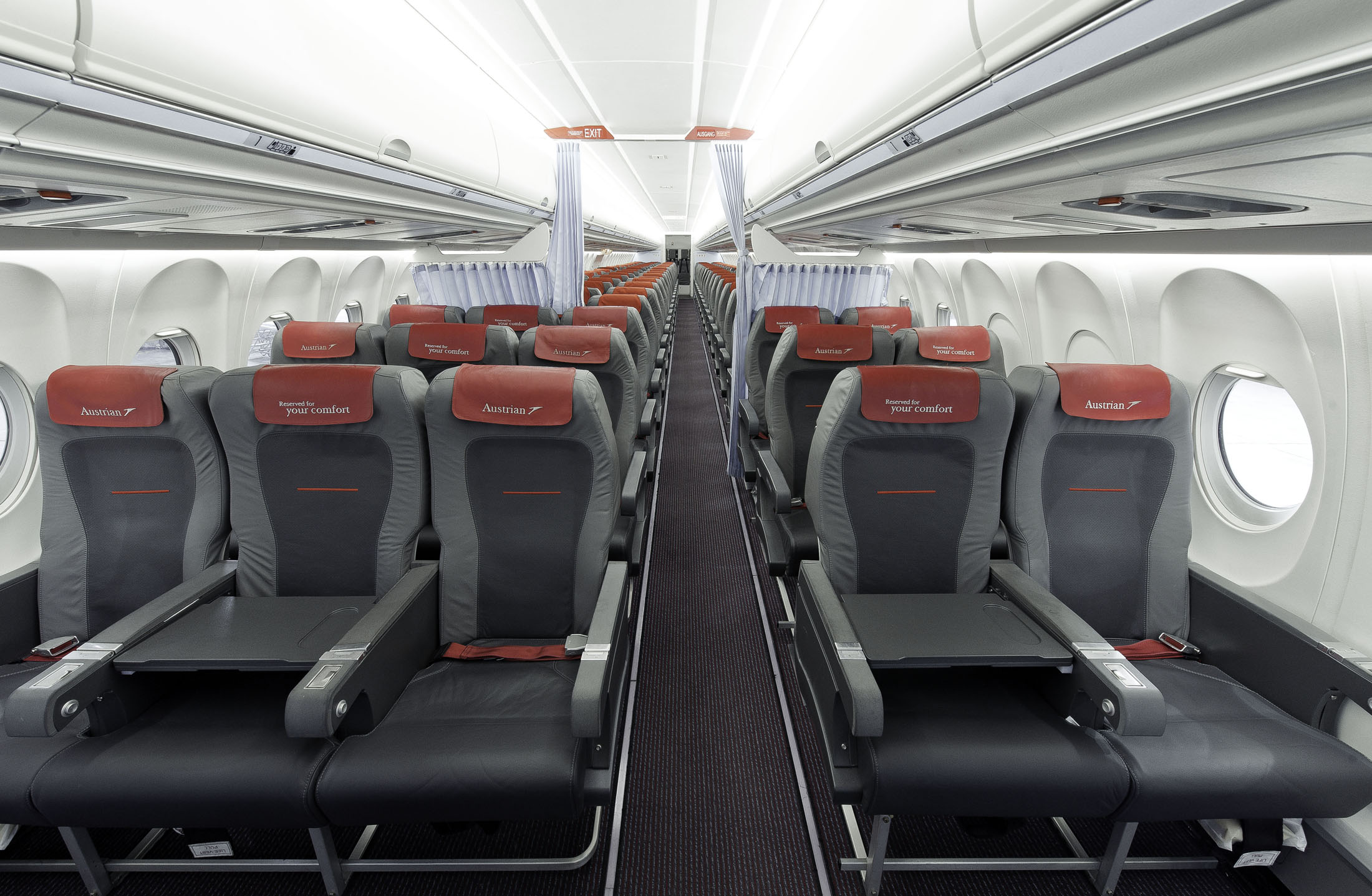
Układ foteli w kabinie

Samolot był pozycjonowany przez producenta do obsługi krótkich połączeń regionalnych i szybkich rotacji. Potencjalnie, maszyna była w stanie wykonać cztery trasy o długości 370 km, w pełnym cyklu startów i lądowań bez potrzeby dotankowywania, przy masie startowej 38 100 kg. Taka charakterystyka predysponowała Fokkera do realizacji rejsów na krótszych trasach charakterystycznych dla europejskich połączeń. Prototyp samolotu powstał na bazie drugiego prototypu Fokkera 100. Maszyna o znakach PH-MKC została oblatana 2 kwietnia 1993 roku. Do swojego pierwszego, trwającego trzy godziny lotu, wzniosła się z lotniska w Woensdrecht. Następnie trafiła do Hiszpanii gdzie kontynuowano loty. Zakończono je uzyskaniem 14 października 1994 roku certyfikatu typu. Na początku 1994 roku wytwórnia dysponowała portfelem zamówień w wysokości 27 samolotów z opcja na kolejne 14. Pierwszym dostarczonym samolotem była maszyna o numerze konstrukcyjnym 11521. Jej odbiorcą w październiku 1994 roku został Ford Motor Company, w którym Fokker wykorzystywany był jako samolot dyspozycyjny. Maszyna otrzymała rejestrację N322K. Pierwszymi komercyjnymi liniami lotniczymi, które otrzymały nowy samolot były indonezyjskie linie Sempati Air. W marcu 1995 roku trafiły do nich dwie maszyny o znakach PH-EZL (w Indonezji otrzymał znaki PK-JGI) oraz PH-EZR (PKJGJ). Pomimo azjatyckiego debiutu, największa liczba samolotów trafiła do europejskich przewoźników. Głównym użytkownikiem samolotu były linie KLM Cityhopper. Jeden z nich o rejestracji PH-KBX w pomarańczowym malowaniu, oblatany 13 września 1995, dostarczony 12 marca 1996, był użytkowany do transportu rządu i rodziny królewskiej. Jednym z licencjonowanych pilotów KLM, który latał Fokkerem był król Wilhelm Aleksander. W związku z wycofaniem samolotów przez KLM Cityhopper w 2017 roku, w kwietniu 2017 roku rząd Holandii zdecydował o zastąpieniu go samolotem Boeing 737-700 Boeing Business Jet od 2019 roku. W 1995 roku dwa samoloty trafiły do Stanów Zjednoczonych. Ich pierwszym amerykańskim użytkownikiem zostały linie Mesa Airlines. Maszyny latające w barwach America West Express, nad kontynentem amerykańskim operowały do 1997 roku, kiedy to wróciły do Europy. Niestety dla producenta, Fokker 70 nie zyskał wśród amerykańskich regionalnych przewoźników takiego uznania jak wcześniejszy model F28. Ostatni z wyprodukowanych samolotów został dostarczony linii Austrian Airlines w kwietniu 1997 roku. Ostatecznie wyprodukowano 48 samolotów Fokker 70, włączając w to prototypowy egzemplarz, będący w istocie odpowiednio zmodyfikowaną wersją Fokkera 100.
Pożegnalny lot holenderskiego samolotu w barwach narodowego przewoźnika KLM odbył się 28 października 2017 roku. Fokker 70 o znakach PH-KZU w okolicznościowym malowaniu, wizerunkiem Antona Fokker naniesionym na ogon samolotu, wykonał rejs na trasie z Amsterdamu lotniska Schiphol do Londynu na lotnisko Heathrow i z powrotem tego samego dnia. Gdy wieczorem maszyn powróciła na swoje macierzyste lotnisko w Amsterdamie, przyjęto ją z pełnymi honorami obsługi lotniskowej. Zakończenie produkcji samolotu nie było spowodowane zanikiem zainteresowania przewoźników Fokkerem 70, a bankructwem producenta. Samolot cieszył się opinią przyjaznego dla pilotów; maszyny łatwej i taniej w eksploatacji, dysponującej dużym potencjałem modernizacyjnym. Tym niemniej początek lat 90. XX wieku to czas, w którym rynek samolotów regionalnych coraz mocniej zaczął być nasycany maszynami brazylijskiego Embraera i kanadyjskiego Bombardiera. Wraz z zatrzymaniem linii produkcyjnych Fokkerów 100 i 70, praktycznie od razu rozpoczęto próby reanimacji projektu. Jedną z najpoważniejszych były plany odtworzenia i ponownego uruchomienia produkcji obydwu modeli 100 i 70 przez holenderską firmę Rekkof Aircraft (Rekkof jest czytanym od tyłu słowem Fokker), znaną następnie jako Netherlands Aircraft Company. W jej planach znalazło się również miejsce na budowę całkowicie nowego samolotu oznaczonego jako Fokker 130. Brak jednak informacji o jakimkolwiek postępie prac.

## Konstrukcja
Dwusilnikowy, wąskokadłubowy dolnopłat o konstrukcji całkowicie metalowej z usterzeniem w układzie T. Silniki umieszczone w tylnej części kadłuba. Podwozie trójpodporowe z przednim podparciem, chowane w locie.

## Wersje
Obok standardowej wersji Fokker 70, powstały jego warianty oznaczone jako Fokker 70A, który był samolotem zoptymalizowanym do obsługi połączeń na terenie Stanów Zjednoczonych, oraz zapowiedziana w 1994 roku wersja Fokker 70ER. Charakteryzowała się ona większym zasięgiem uzyskanym dzięki instalacji dodatkowego zbiornika paliwa.